# De Lackner HZ-1 Aerocycle

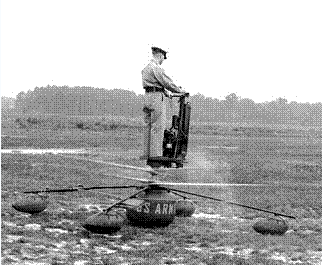
de Lackner HZ-1 Aerocycle pilotovaný kpt. Selmerem Sundbym během testovacího letu.

HZ-1 Aerocycle (jiným označením YHO-2, továrním označením DH-4 Heli-Vector) byl americký experimentální vrtulník postavený v 50. letech 20. století společností de Lackner Helicopters pro Armádu Spojených států amerických (US Army). Nekonvenční vrtulník se dvěma protiběžnými rotory (koaxiální konfigurace) se měl stát standardním průzkumným strojem US Army, který by zvládl pilotovat běžný voják po 20 minutách instruktáže. I když se podle prvních testů zdálo, že by se HZ-1 mohl stát užitečným strojem na atomovém bojišti, další důkladnější zkoušky prokázaly, že je příliš náročný na pilotáž pro nezkušeného příslušníka pěchoty. Po dvou nehodách byl program ukončen.
Ze dvanácti vyrobených exemplářů na objednávku US Army se dochoval jediný, jenž se v současnosti v muzeu (U.S. Army Transportation Museum) ve Fort Eustis ve Virginii.

## Specifikace
Data z:

### Technické údaje
- Posádka: 1 pilot
- Výška: 2,1 m (od airbagů po řídítka)
- Průměr nosného rotoru: 2 × 4,6 m
- Objem palivové nádrže: 3,8 litru (1 U.S. wet galon)
- Prázdná hmotnost:[pozn. 1] 78 kg
- Vzletová hmotnost: 206 kg
- Pohon: 1× motor Mercury Marine 20H; 30 kW

## Odkazy

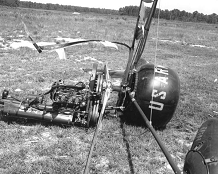
HZ-1 Aerocycle po havárii.

### Výkony
- Maximální rychlost: 121 km/h (75 mph)
- Cestovní rychlost: 89 km/h
- Dolet: 24 km (s přídavnou nádrží o objemu 5 U.S. wet galonů cca 75 km)[2]
- Statický dostup: 1 524 m[2]